# SELECTION Blood Type (AB)
『SELECTION Blood Type [AB]』（セレクション ブラッドタイプ AB）は中西圭三が1999年6月23日に発売した、初の2枚組となる2枚目のベスト・アルバム。

## 解説
中西圭三がデビューからこれまでに発売してきた楽曲を、彼の血液型であるAB型にちなみ「Disc 1〜Blood Type A〜」を自身のバラード楽曲、「Disc 2〜Blood Type B〜」をアップテンポ楽曲から10曲ずつ選曲した。
歌詞ブックレットも各盤それぞれ1冊ずつ封入され、中西による全曲のライナーノーツが掲載されている。

## 収録曲
作曲：中西圭三　編曲：小西貴雄　（特記以外）

### Disc 1　〜Blood Type A〜
1. 眠れぬ想い（orchestral style）[5:23]
  - 作詞：朝水彼方　編曲：服部隆之
2. 君が瞳にしみる[5:24]
  - 作詞：売野雅勇　編曲：遠山淳
3. 月が輝く様に[4:48]
  - 作詞：森雪之丞
  - 作曲：中西圭三・Morry Stearns　編曲：Brad Cole・西山勝
4. BLUEWATER[5:44]
  - 作詞：朝水彼方　作曲：中西圭三・佐橋佳幸　編曲：佐橋佳幸
5. それぞれの地平線（album version）[4:40]
  - 作詞：小霜和隆　編曲：遠山淳
6. WITH（featuring ゴスペラーズ）[5:14]
  - 作詞：朝水彼方　作曲：中西圭三・J.Stack
7. Love again[5:02]
  - 作詞：川村真澄　作曲：中西圭三・小西貴雄　編曲：小林信吾・小西貴雄
8. 次の夢[5:01]
  - 作詞：小霜和隆　作曲：中西圭三・佐橋佳幸　編曲：小田和正
9. 青い影[4:54]
  - 作詞：川村真澄　作曲：中西圭三・小西貴雄
10. 手のひら[4:34]
  - 作詞：朝水彼方　作曲：中西圭三・小西貴雄　編曲：服部隆之

### Disc 2　〜Blood Type B〜
1. GOOD TIME! BAD TIME?[4:35]
  - 作詞：森雪之丞　作曲：中西圭三・J.Stack
2. Precious Love[4:39]
  - 作詞：売野雅勇
3. SON OF THE SUN[5:26]
  - 作詞：村野耕治　作曲：中西圭三・小西貴雄
4. Woman[4:52]
  - 作詞：売野雅勇　編曲：小西貴雄・遠山淳
5. 非情階段 featuring 米倉利紀（hyper-radio mix）[6:34]
  - 作詞：朝水彼方
6. SO BAD[4:33]
  - 作詞：松井五郎　作曲：中西圭三・佐橋佳幸　編曲：佐橋佳幸
7. 迷宮の楽園（break out mix）[5:00]
  - 作詞：森雪之丞　作曲：中西圭三・J.Stack
8. Ticket To Paradise[4:47]
  - 作詞：売野雅勇
9. 素敵なことは変わらない[4:44]
  - 作詞：売野雅勇
10. 風の扉[5:01]
  - 作詞：森雪之丞　作曲：中西圭三・小西貴雄
  - 本作の先行シングル。